# 斯坦利鎮區 (北達科他州卡斯縣)
斯坦利鎮區（英語：Stanley Township）是位於美國北達科他州卡斯縣的一個鎮區。

## 地方資料
斯坦利鎮區的面積為65.44平方千米，皆為陸地。根據2020年美國人口普查的數據，當地共有人口820人，而人口密度為每平方千米12.53人。